# Naučná stezka Gruň – Bílý Kříž
Naučná stezka Gruň - Bílý Kříž je naučná stezka v Moravskoslezských Beskydech, spojující Staré Hamry a Bílý Kříž. Nachází se v okrese Frýdek-Místek v Moravskoslezském kraji. Její celková délka cca 10,5 km a na své trase má 14 zastavení (12 + začátek a konec). Ke slavnostnímu otevření došlo 21. června 2008.

## Vedení trasy
Začátek je ve Starých Hamrech u pomníku Maryčky Magdónovy. Odtud pokračuje po zelené turistické značce okolo kostela sv. Jindřicha a posléze proti proudu Kyčery přes osady Stýskalonky, Jamník, Kubošovice a Podgruň na Gruň. V Gruni míjí kostelík Panny Marie a několik vyhlídek a okolo Švarné Hanky míří spolu se žlutou turistickou značkou po svahu Smrkoviny na Bílý Kříž.

## Zastavení
- Porubané

Úvodní zastavení seznamuje s historií obce Staré Hamry a přidává připomínku na příběh Maryčky Magdonovy, který Petr Bezruč umístil právě do Starých Hamrů.
- Stýskalonky

První zastavení se nachází ve stejnojmenné osadě je věnováno dnes již zaniklé železnici, která tudy v letech 1908–1965 vozila lidi mezi Frýdlantem nad Ostravicí a Bílou. V onom roce byl úsek z Ostravice na Bílou zrušen kvůli výstavbě VN Šance. Osada je také známa léčivým pramenem.
- Kršelky

Druhé zastavení se nachází v lokalitě Kršelky, kde v minulosti býval hřbitov (odtud název místa). Ten ovšem nesloužil k pohřbívání lidí, ale uhynulých zvířat (především koňů a prasat).
- Draplavé

Třetí zastavení se nachází nad PR Draplavý, ovšem věnováno je především nedaleké bývalé partyzánské zemljance, kde se za války skrývaly sovětští partyzáni Petr Andrejevič Bachtin a N. Alexandr.
- Podgruň

Podgruň je další z osad obce Staré Hamry, ovšem čtvrté zastavení NS je věnováno PP Podgruň. Celé je zaměřeno na flóru této přírodní památky.
- Školeny

Zastavením Školeny se dostáváme do osady Gruň. Toto místo bylo osídleno evangelickou chudinou, která se musela odebrat z údolí do hor. Místo pak dostalo název podle toho, že se zde evangelíci scházeli, radili a školili ve slovu božím.
- Gruň – Školisko

Šesté zastavení se již věnuje historii Gruně, největší osady Starých Hamrů. Nesmí chybět ani historie školství v osadě.
- Panoramatické mapy

Jelikož se Gruň nachází na horském hřebeni, je odtud výhled na moravskou i slovenskou stranu Beskyd. Tato zastávka se pak u jedné takové vyhlídky nachází.
- Chodník pro bosé nohy

Osmé zastavení najdeme v místech zvaných Hranice, na okraji osady Gruň. Zde mají turisté možnost si cestu trochu "prodloužit". Stačí, když si zují boty, a bosí se projdou po tzv. chodníku, jehož povrch je tvoří mj. dřevo, kameny různých velikostí, šišky či tráva. Mohou si tak v praxi vyzkoušet, jak se chodilo našim předkům.
- Pomník valašské ovci

Jedno z posledních zastavení na Gruni najdeme u pomníku valašské ovci. A právě jim, valašským ovcím (tzv. valaškám), je věnováno.
- Bačovská chyža

Desáté zastavení NS nás již přivádí do Švarné Hanky, na jejímž okraji stojí Bačovská chyža (dříve Tomečkova usedlost). A právě jí je zastavení věnováno.
- Muroňka – vzpomínka na zaniklé osady

Jedenácté zastavení nás přivádí do míst, kde se ještě v 50. letech 20. století nacházela osada Muroňka. Ta byla založena v 18. století bratry Muroni ze Skalice a od nich dostala své jméno. Po roce 1946 však obyvatelé odešli do pohraničí a zchátralé domy byly strženy.
- Bílý Kříž

Dvanáctým zastavení se již dostáváme do poslední osady, kterou NS prochází – do Bílého Kříže. Celé zastavení je věnováno historii osady a turismu v této oblasti.
- Trojmezný kameň

Závěrečné zastavení stojí v osadě Bílý Kříž, v místech, kde se v minulosti stýkaly hranice Moravy, Slezska a Slovenska. Dnes je toto místo vyznačeno kamenem z roku 1669, několikrát upravovaného, podle aktuální politické situace (naposledy po rozpadu Československa v roce 1993).